# Kylie Minogue-filmográfia
Kylie Minogue ausztrál énekesnő és színésznő filmjeinek és televíziós szerepeknek listája. 

## Filmszerepek
| Év   | Magyar cím                       | Eredeti cím          | Szerep             | Megjegyzések                  |
| ---- | -------------------------------- | -------------------- | ------------------ | ----------------------------- |
| 1989 | A szerelem menekültjei           | The Delinquents      | Lola Lovell        | A Deirdre Cash regény alapján |
| 1994 | Street Fighter – Harc a végsőkig | Street Fighter       | Cammy White        |                               |
| 1995 |                                  | Hayride to Hell      | lány               | rövidfilm                     |
| 1996 |                                  | Misfit               | énekesnő           | rövidfilm                     |
| 1996 | Kő kövön                         | Bio-Dome             | Dr. Petra von Kant |                               |
| 2000 | Megvágva                         | Cut                  | Hilary Jacobs      | cameoszerep                   |
| 2000 |                                  | Sample People        | Jess               |                               |
| 2001 | Moulin Rouge!                    | Moulin Rouge!        | A zöld tündér      | cameoszerep                   |
| 2006 | A bűvös körhinta                 | The Magic Roundabout | Florence (hang)    |                               |
| 2009 |                                  | Blue                 | önmaga             | Bollywood-film                |
| 2009 |                                  | Go Bananas!          | önmaga             |                               |
| 2012 |                                  | Holy Motors          | Eva Grace/Jean     |                               |
| 2012 |                                  | Jack & Diane         | Tara               |                               |
| 2014 | 20,000 nap a Földön              | 20,000 Days on Earth | magát              |                               |
| 2014 |                                  | Sleepwalker          | Muse               |                               |
| 2015 | Törésvonal                       | San Andreas          | Susan Riddick      |                               |
| 2016 |                                  | A Christmas Star     | Kylie              |                               |
| 2017 | ’75 nyara                        | Swinging Safari      | Kaye Hall          |                               |

## Televíziós sorozatok és műsorok
| Év        | Cím                                             | Szerep                         | Megjegyzések                                                       |
| --------- | ----------------------------------------------- | ------------------------------ | ------------------------------------------------------------------ |
| 1979      | The Sullivans                                   | Carla (első szerep)            | Carla szerepét később Minogue nővére, Dannii Minogue játszotta el. |
| 1980      | Skyways                                         | Robin                          |                                                                    |
| 1985      | The Henderson Kids                              | Charlotte Kernow               |                                                                    |
| 1985      | Zoo Family                                      | Yvonne                         | Epizód „Yvonne the Terrible”                                       |
| 1986      | Fame and Misfortune                             | Samantha Collins               |                                                                    |
| 1986–1988 | Szomszédok                                      | Charlene Mitchell              |                                                                    |
| 1989      | The Comedy Company                              | Rebecca                        |                                                                    |
| 1994      | A Dibley-i lelkész                              | önmaga                         | Epizód „Community Spirit”                                          |
| 1997      | Men Behaving Badly                              | önmaga                         |                                                                    |
| 2002      | Saturday Night Live                             | önmaga                         | Epizód „Ian McKellen/Kylie Minogue”                                |
| 2004      | Kath és Kim                                     | önmaga                         | Epizód „99% Fat Free”                                              |
| 2007      | Ki vagy, doki?                                  | Astrid Peth                    | Epizód „Az elkárhozottak utazása”                                  |
| 2007      | The Kylie Show                                  | önmaga                         | televíziós speciális                                               |
| 2009      | The X Factor                                    | önmaga mint vendégbíró         | hatodik évad                                                       |
| 2009      | Horne & Corden                                  | önmaga                         |                                                                    |
| 2010      | My Year as Aphrodite                            | önmaga                         | dokumentumfilm                                                     |
| 2012      | Project Runway: All Stars                       | önmaga mint vendégbíró         | második évad                                                       |
| 2013      | The X Factor Australia                          | önmaga mint asszisztens bíró   | ötödik évad                                                        |
| 2013      | Styled to Rock                                  | önmaga mint vendégbíró         | első évad, második epizód                                          |
| 2013      | The High Fructose Adventures of Annoying Orange | önmaga                         | Epizód „Meet Banana Monocle”                                       |
| 2014      | The Voice UK                                    | önmaga mint edző               | harmadik évad                                                      |
| 2014      | The Voice Australia                             | önmaga mint edző               | harmadik évad                                                      |
| 2015      | Young & Hungry                                  | Shauna                         | Epizódok „Young & Moving” és „Young & Ferris Wheel”                |
| 2016      | Galavant                                        | Az elvarázsolt erdő királynője | Epizód „A New Season”                                              |
| 2018      | The Voice UK                                    | önmaga mint mentor             | hetedik évad                                                       |
| 2023      | Strife                                          | Gwen Lewis                     | 1 epizód                                                           |
| 2025      | A rezidencia                                    | önmaga                         | 6 epizód magyar hangja Kovács Nóra                                 |

## Videójátékok
| Év   | Cím                       | Szerep      | Megjegyzések       |
| ---- | ------------------------- | ----------- | ------------------ |
| 1995 | Street Fighter: The Movie | Cammy White | ügyességi játék    |
| 1995 | Street Fighter: The Movie | Cammy White | otthoni videojáték |
| 2012 | Kylie Sing and Dance      | önmaga      |                    |